# The Leading Hotels of the World

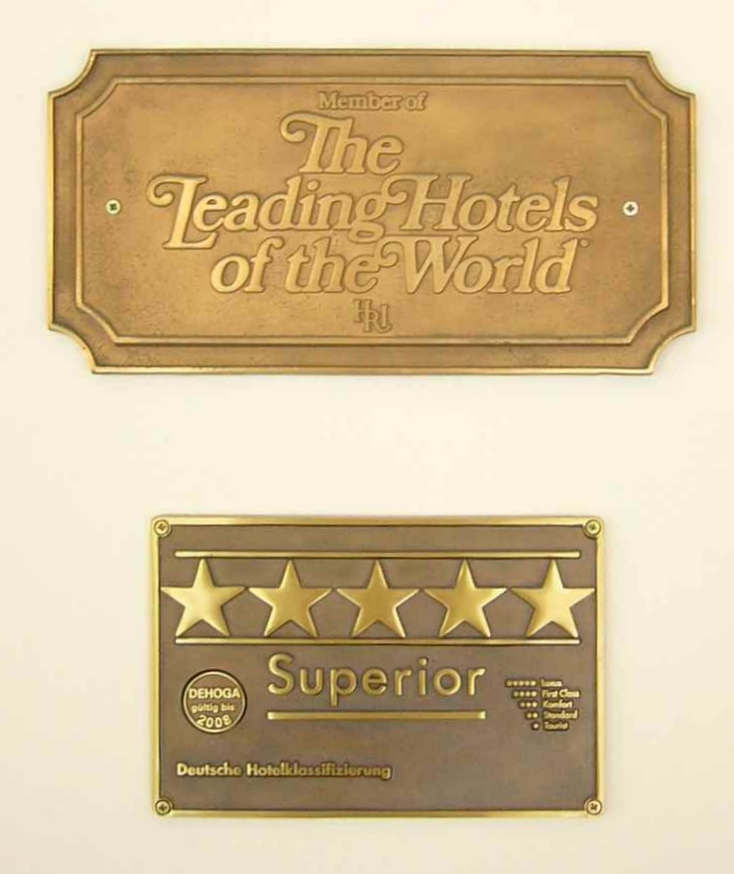
Placa de membro do The Leading Hotels of the World, Ltd.

The Leading Hotels of the World, Ltda. é uma organização de hospitalidade que representa mais de 380 dos melhores hotéis, resorts e spas do mundo, localizados em mais de 80 países. Sendo uma das maiores marcas internacionais de hotelaria de luxo, a firma mantém escritórios de marketing e vendas em 24 mercados no mundo. The Leading Hotels of the World possui e opera os sites lhw.com e lhwspas.com. Desde 1928, a reputação da companhia deriva dos padrões de qualidade e excelência exigida dos seus hotéis e spas membros, os quais devem passar por uma rigorosa e anônima inspeção, cobrindo mais de 800 critérios isolados.
A companhia foi estabelecida em 1928 por um grupo de hoteleiros europeus. Com 38 membros em seu início, dentre eles o Hotel Negresco em Nice e King David Hotel em Jerusalém, a organização era conhecida inicialmente como "The Luxury Hotels of Europe and Egypt". Reconhecendo a importância de estabelecer contato direto com os turistas e com as agências de viagem no mercado norte-americano, a companhia inaugurou um escritório em Nova York, chamando essa operação satélite de "Hotel Representative, Inc." - ou HRI 
No final dos anos 60, a HRI ja representava 70 hotéis - todos localizados no continente europeu. No início do ano de 1971, o grupo de diretores e administradores da The Leading Hotels of the World, ltda. decidiu expandir a esfera de ação da organização para incluir novos membros de outras partes do mundo para acompanhar a crescente demanda dos turistas de luxo.
A quantidade de associações de Hotéis à organização continuou a crescer pelas duas décadas seguintes, e com isso surgiu a necessidade de estabelecer escritórios regionais. No fim dos anos 80, havia 235 Leading Hotels of the World, contando com serviços de escritórios nos Estados Unidos, Europa, Asia, Australia e América Latina.
Hoje, The Leading Hotels of the world, ltda. oferece uma grande variedade de opções para hotéís membros, começando por etapas de planejamento e desenvolvimento, incluindo licenciamento da marca, consultoria técnica e de treinamento, otimização de receita, vendas, marketing e outros serviços.